# Права ЛГБТ в Азербайджане
ЛГБТ в Азербайджане сталкиваются с правовыми и социальными проблемами, с которыми не сталкиваются жители, не являющиеся ЛГБТ. Однополая сексуальная активность законна в Азербайджане с 1 сентября 2000 года. Тем не менее, дискриминация на основе сексуальной ориентации и гендерной идентичности не запрещена в стране, однополый брак не признан.
В 2016 году ILGA поставила Азербайджан на последнее место (49 из 49) в Европе по отношению к ЛГБТ, сославшись на «почти полное отсутствие правовой защиты» для ЛГБТ. В сентябре 2017 года появились сообщения о том, что по меньшей мере 100 членов ЛГБТ-сообщества в Баку были арестованы, якобы в рамках борьбы с проституцией. Активисты сообщали, что эти задержанные подвергались избиениям, допросам, принудительным медицинским осмотрам и шантажу.
В 2020 году ILGA-Europe снова объявила Азербайджан худшей страной в Европе с точки зрения прав ЛГБТ, при этом страна получила всего 2 % рейтинга из 100 %.
ЛГБТ часто сталкиваются с насилием, преследованием и дискриминацией.

## История
После провозглашения независимости от Российской империи в 1918 году в Азербайджанской Демократической Республике не было законов против гомосексуальности. Когда в 1920 году Азербайджан стал частью Советского Союза, на него распространялись редко соблюдаемые советские законы, криминализирующие сексуальные отношения между мужчинами. Несмотря на то, что Владимир Ленин декриминализовал гомосексуальность в Советской России (неявно; царская правовая система была отменена, тем самым декриминализируя содомию), половые отношения между мужчинами (неправильно названные в законах педерастией) стали уголовным преступлением в 1923 году в Азербайджанской ССР: наказывается лишением свободы на срок до пяти лет, если половой акт был по согласию, или до восьми лет, если это связано с применением силы или угроз.
Азербайджан восстановил свою независимость в 1991 году, а в 2000 году отменил советский закон о борьбе с педерастией. В специальном выпуске официальной газеты Национального собрания Азербайджана, опубликованном 28 мая 2000 года, сообщалось, что Национальное собрание утвердило новый Уголовный кодекс и что президент Гейдар Алиев подписал указ, вводящий его в действие с 1 сентября 2000 года. Отмена статьи 121 была требованием для вступления Азербайджана в Совет Европы, что Азербайджан и сделал 25 января 2001 года. Возраст согласия теперь равен как для гетеросексуального, так и для гомосексуального пола — 16 лет.

## Признание однополых отношений
Юридически однополые пары не признаются. Однополые браки и гражданские союзы не признаются и не заключаются.

## Гендерная идентичность и самовыражение
В Азербайджане нет законодательства, позволяющего трансгендерным людям изменять свой пол на основании официальных документов. Однако им разрешено менять свое имя, чтобы оно соответствовало их гендерной идентичности.

## Сдача крови
Неизвестно, разрешено ли мужчинам, практикующим секс с мужчинами, сдавать кровь. По закону ни одна группа людей не исключена из сдачи крови, кроме людей, инфицированных ВИЧ / СПИДом.

## Условия жизни
Азербайджан — в значительной степени светская страна с одним из наименее религиозным мусульманским большинством. Причина гомофобии в основном связана с незнанием, а также со «старыми традициями». Семьи гомосексуалов часто не могут смириться с ориентацией последних, особенно в сельской местности. Новость о гомосексуальности родственника часто приводит к насилию или остракизму со стороны главы семьи или к принудительному гетеросексуальному браку.
Ходили слухи об организации гей-парада к конкурсу песни «Евровидение 2012», который проводился в Азербайджане. Это вызвало разногласия в обществе из-за гомофобных взглядов, но получило поддержку со стороны азербайджанских правозащитников. Организация конкурса в Азербайджане также вызвала дипломатическую напряженность в отношениях с соседним Ираном. Иранские священнослужители аятолла Мохаммад Моджтахед Шабестари и аятолла Джафар Собхани осудили Азербайджан за «антиисламское поведение», заявив, что в Азербайджане будет проходить гей-парад. Это привело к протестам перед посольством Ирана в Баку, где протестующие несли лозунги, высмеивающие иранских лидеров. Али Гасанов, руководитель отдела по общественно-политическим вопросам администрации президента Азербайджана, заявил, что утверждения о гей-параде не соответствуют действительности, и предупредил Иран, чтобы тот не вмешивался во внутренние дела Азербайджана. В ответ Иран отозвал своего посла из Баку, в то время как Азербайджан потребовал от Ирана официальных извинений за его заявления в связи с проведением в Баку конкурса песни «Евровидение», а позже также отозвал своего посла из Тегерана.
ЛГБТ+ стали более заметными в последние годы благодаря различным интервью, публикациям в социальных сетях и фильмам. В рамках Месяца гордости в 2019 году несколько азербайджанских знаменитостей поделились сообщениями в социальных сетях в поддержку прав ЛГБТ+, в том числе певица Роя, стилист Анар Агакишиев и победитель Евровидения 2011 года Эльдар Гасымов.

### Общество
Как и в большинстве других стран постсоветской эпохи, Азербайджан остается местом, где гомосексуальность является проблемой, окруженной путаницей. Вряд ли имеется объективная или правильная информация о психологических, социологических и правовых аспектах гомосексуальности в Азербайджане, в результате чего большинство общества просто не знает, что такое гомосексуальность.
Признаваться, что кто-то гей, лесбиянка, бисексуал или трансгендерный человек - это, следовательно, редкость, поэтому отдельные ЛГБТ+ боятся последствий. Таким образом, многие ведут двойную жизнь, и некоторые испытывают глубокий стыд за то, что они геи. Те, кто финансово независимы и живут в Баку, способны вести безопасную жизнь как ЛГБТ+, пока они "практикуют" свою гомосексуальность в своей частной сфере. Существует небольшое ЛГБТ+-движение, в котором три организации выступают за права и защиту ЛГБТ+.
Хотя гомосексуальные отношения между взрослыми мужчинами по их обоюдному согласию официально декриминализованы, продолжают поступать сообщения о злоупотреблениях полиции в отношении геев, главным образом проститутов. Жалуясь на насилие в отношении них, потерпевшие предпочитали оставаться анонимными, опасаясь возмездия со стороны полиции. В 2019, в деле А против Азербайджана, Европейский суд по правам человека обвинил Азербайджан в 2017 рейдах, в ходе которых свыше 80 ЛГБТ+ были задержаны, многие подвергались пыткам и насилию со стороны полиции.
В мае 2019 года авиакомпания Azerbaijan Airlines уволила трех сотрудников за обнародование личной информации трансгендерного пассажира в социальных сетях, включая фотографию ее паспорта. В июне 2019 года в Мардакяне группой из 15 человек было совершено физическое нападение на пять трансвумен. Четверо из нападавших были арестованы. В сентябре 2019 года молодого гея избили, изнасиловали и выслали из его деревни Йолчубейли Сабирабадского района из-за его гомосексуальности. Он сообщил о насилии в полицию. Фотографии его изнасилования появились в сети.

### Медиа
Конституция Азербайджана гарантирует каждому свободу выражения мнений всеми формами. Азербайджанский совет по печати был основан в 2003 году. Совет рассматривает жалобы в соответствии с Кодексом поведения прессы. Неизвестно, оценивал ли совет жалобы на притеснения со стороны контролируемых государством СМИ, использующих гомосексуальность как инструмент для преследования и дискредитации критиков правительства.
Правозащитные НПО Азербайджана добились успеха в повышении осведомленности о жизни азербайджанских ЛГБТ.
Первый ЛГБТ+-интернет-журнал «Миноритарный журнал» был основан Самадом Исмаиловым в декабре 2015 года. Журнал освещает образование, развлечения и актуальные выпуски о ЛГБТ. Журнал начал функционировать как НПО с августа 2017 года.

### Фильм
Самад Исмаилов, ЛГБТ-активист и основатель журнала «Меньшинство», снял документальный фильм о трансгендерного пассажира из Азербайджана по имени Себастьян. Фильм посвящен вызовам, страхам и мечтам Себастьяна о будущем. Снимался в Огайо, США. Фильм дебютировал в Баку 25 ноября 2017 года при поддержке голландского посольства. Посмотреть фильм и принять участие в дискуссиях ЛГБТ после фильма пришли около 80 человек.

### Самоубийство Исы Шахмарли
В январе 2014 года Иса Шахмарли, открытый гей, основатель AZAD LGBT, покончил жизнь самоубийством, повесившись с радужным флагом. На момент смерти Иса был безработным, был в долгах и разлучен со своей семьей, которая считала его «больным». Шахмарли оставил запись в Facebook, обвиняя общество в его смерти. Вскоре после этого его обнаружили друзья.
Самоубийство Шахмарли вызвало рост активности ЛГБТ в Азербайджане. День его смерти был отмечен как День гордости ЛГБТ и отмечен в 2015 году выпуском нескольких видеороликов.

### ЛГБТ-организации
По состоянию на 2015 год в Азербайджане действуют три ЛГБТ-организации:
«Гендер и развитие», созданная в 2007 году и реализующая местные проекты в сотрудничестве с Министерством здравоохранения.
Nefes LGBT Azerbaijan Alliance, созданная в 2012 году. Она реализовала несколько проектов, в том числе часть международного исследования, и регулярно проводит переговоры с Представительством ЕС в Азербайджане и другими европейскими посольствами относительно трудностей ЛГБТ и их ситуации в Азербайджане.
AZAD LGBT, созданный в 2012 году Исой Шахмарли. AZAD концентрируется на образовании и улучшении представительства в СМИ в Азербайджане. В первый год своего существования он реализовал несколько проектов, включая организацию вечеров ЛГБТ-фильмов в столице Баку. На эти вечера просмотра фильмов присутствовал местный психолог, который после фильмов принимал участие в опросах и ответах.
В 2014 году после самоубийства Исы Шахмарли AZAD LGBT организовал серию фото- и видеопроектов. В 2015 году AZAD LGBT запустил веб-сайт, предлагающий бесплатные онлайн-инструменты для обучения ЛГБТ. 
Также существуют другие интернет-кампании или журналы:
- Gay.az, первый информационный портал для ЛГБТ в Азербайджане
- Love Is Love, онлайн-фото-кампания, направленная на поддержку ЛГБТ-сообщества в Азербайджане[41].
- Ренг, в память о дне рождения Исы, включая иллюстрированные версии нескольких произведений Исы.
- Журнал Minority Magazine, освещающий вопросы образования, развлечений и текущие вопросы о ЛГБТ[32].

## Дискриминация
Представители ЛГБТ в Азербайджане постоянно подвергаются дискриминации в азербайджанских СМИ, в школах, на работе, даже просто находясь где-то в общественных местах. В 2015 году были совершены массовые аресты геев и лесбиянок в центре Баку. Архивная копия от 3 апреля 2018 на Wayback Machine Причины ареста не были предъявлены.
По версии ILGA Азербайджан является самой гомофобной страной Европы, заняв последнее место в рейтинге 2016 и 2017 годов. На 2021 год ситуация аналогичная. Сейчас со стороны местных властей для поддержки ЛГБТ-сообщества ничего не предпринимается.
Фактически, в Азербайджане ЛГБТ-сообщество не имеет никаких прав. Огромная часть местного населения осуждает гомосексуальность, считая, что это психическое расстройство. Именно поэтому практически все гомосексуальные люди вынуждены скрывать свою сексуальную ориентацию от других.

## Отчеты о правах человека

### Отчет Государственного департамента США за 2017 год
В 2017 году Государственный департамент США сообщил о статусе прав ЛГБТ в Азербайджане следующее:
«К наиболее значительным проблемам в области прав человека относятся незаконные или произвольные убийства; пытки; суровые, а иногда и опасные для жизни условия содержания в тюрьмах; произвольные аресты; недостаточная судебная независимость; политические заключенные; криминализация клеветы; физические нападения на журналистов, произвольное вмешательство в частную жизнь; вмешательство в свободе выражения мнений, собраний и ассоциаций посредством запугивания, лишения свободы по сомнительным обвинениям и жестокого физического насилия в отношении отдельных активистов, журналистов, светских и религиозных деятелей оппозиции, а также блокировки веб-сайтов; ограничения свободы передвижения для растущего числа журналисты и активисты; жесткие ограничения на участие в политической жизни; и системная коррупция в правительстве; задержание и пытки полицией лесбиянок, геев, бисексуалов, трансгендерных и интерсекс-людей (ЛГБТИ); и наихудшие формы детского труда, к которым правительство прилагало минимальные усилия устранить». [50]
Пытки и другие жестокие, бесчеловечные или унижающие достоинство виды обращения и наказания
«Например, задержанные в сентябре лесбиянки, геи, бисексуалы, трансгендерные и интерсекс-люди (ЛГБТИ) заявили, что полиция угрожала им изнасилованием, а в некоторых случаях изнасиловала их дубинками. Большинство таких угроз не афишировалось».
Акты насилия, дискриминации и других злоупотреблений на основе сексуальной ориентации и гендерной идентичности
«Законы о борьбе с дискриминацией существуют, но не охватывают конкретно лесбиянок, геев, бисексуалов, трансгендерных и интерсекс-людей (ЛГБТИ).
В октябре СМИ и юристы-правозащитники сообщили, что с середины сентября полиция арестовала и пытала 83 мужчин, предположительно геев или бисексуалов, а также трансгендерных женщин. После задержания полицейские избивали задержанных и пытали их электрическим током, чтобы получить взятки и получить информацию о других мужчинах-геях. К 3 октября многие из задержанных были освобождены, многие из них были приговорены к тюремному заключению на срок от 20 до 45 дней, оштрафованы на сумму до 200 манатов (117 долларов США) или и того, и другого. 2 октября Министерство внутренних дел и Генеральная прокуратура выступили с совместным заявлением, в котором отрицали, что аресты были основаны на гендерной идентичности или сексуальной ориентации. Местная неправительственная организация сообщила о многочисленных случаях жестокого обращения полиции с лицами по признаку сексуальной ориентации и отметила, что власти не расследовали и не наказывали виновных. Также поступали сообщения о насилии в семье в отношении ЛГБТИ, разжигании ненависти в отношении ЛГБТИ и враждебных публикациях в Facebook на личных онлайн-аккаунтах. Активисты сообщали, что ЛГБТИ-люди регулярно увольнялись работодателями, если становилась известна их сексуальная ориентация / гендерная идентичность. Один человек сообщил, что военные не разрешили ЛГБТИ проходить службу и освободили их от призыва на военную службу по причине психического заболевания. ЛГБТИ-люди обычно отказывались подавать официальные жалобы на дискриминацию или жестокое обращение в правоохранительные органы из-за страха социальной стигмы или мести. Активисты сообщали о безразличии полиции к расследованию преступлений, совершенных против членов ЛГБТИ-сообщества».
Дискриминация в отношении труда и занятий
«Дискриминация в сфере труда и занятий также имела место в отношении сексуальной ориентации. ЛГБТИ-люди сообщали, что работодатели нашли другие причины для их увольнения, потому что они не могли по закону уволить кого-либо из-за их сексуальной ориентации».